# Морський яструб (фільм, 1924)
«Морський яструб» (англ. «The Sea Hawk») — американська пригодницька мелодрама режисера Френка Ллойда 1924 року.

## Сюжет
Зрада брата і нареченої приводить англійського аристократа Олівера Трессіліана на галери. Тепер він безправний раб, якого б'ють батогами наглядачів. Але життя мінливе, Олівер приймає мусульманство і волею долі стає Морським яструбом — піратом, чиє ім'я вселяє жах європейцям. Він повертається, щоб помститися, але чи зробить помста його таким же щасливим, як колись.

## У ролях
- Мілтон Сіллс — сер Олівер Трессіліан
- Енід Беннетт — леді Розамунда Годольфін
- Ллойд Г'юз — Ліонель Трессіліан
- Воллес Бірі — капітан Джаспер Лі
- Марк МакДермотт — сер Джон Кіллігру
- Воллес МакДональд — Пітер Годольфін
- Берт Вудрафф — Нік
- Клер Дю Брі — Сірен
- Лайонел Бельмор — суддя Ентоні Бейн